# Along Came Auntie
Along Came Auntie é um curta-metragem mudo norte-americano de 1926, do gênero comédia, dirigido por Fred Guiol e estrelado por Oliver Hardy.

## Elenco
- Glenn Tryon - Sr. Chow
- Vivien Oakland - Sra. Remington Chow
- Oliver Hardy - Sr. Vincent Belcher
- Tyler Brooke
- Martha Sleeper - Marie
- Lucy Beaumont - Tia Alvira